# Rheedia longifolia
Rheedia longifolia là một loài thực vật có hoa trong họ Bứa. Loài này được Triana & Planch. miêu tả khoa học đầu tiên năm 1860.